# دینگل (آیداهو)
دینگل (به انگلیسی: Dingle) یک منطقهٔ مسکونی در ایالات متحده آمریکا است که در شهرستان آبشار لیک، آیداهو واقع شده‌است.